# Drymonia dodonides
Drymonia dodonides är en fjärilsart som beskrevs av Otto Staudinger 1887. Drymonia dodonides ingår i släktet Drymonia och familjen tandspinnare. Inga underarter finns listade i Catalogue of Life.